# Kup europskih prvaka u rukometu 1956./57.
Ovo je prvo izdanje Kupa europskih prvaka u rukometu. Sudjelovalo je 13 momčadi. Nakon dva kruga izbacivanja igrale su se četvrtzavršnica, poluzavršnica i završnica. Hrvatska nije imala svog predstavnika. Završnica se igrala u Parizu ().

## Turnir

### Poluzavršnica
- Prag -  Kopenhagen 25:18
- Örebro -  Pariz 30:17

### Završnica
- Prag -  Örebro 21:13

- europski prvak:  Prag (prvi naslov)